# 蚜虫
蚜虫（英語：aphid，又称腻虫或蜜虫）是一类植食性昆虫，種類包括蚜总科（又称蚜虫总科）下的所有成员。目前已经发现的蚜虫总共有十个科约4,400种，其中多数属于蚜科。蚜虫也是地球上最具破坏性的害虫之一，其中大约有250种是对于农林业和园艺业危害严重的害虫。
蚜虫的大小不一，身长从一到十公釐不等；天敌有瓢虫、食蚜蝇、食蟲虻、寄生蜂、食蚜瘿蚊（aphid midge larvae）蟹蛛、草蛉以及昆虫病原真菌（entomopathogenic fungi，含绿僵菌）。
蚜虫在世界范围内的分布十分廣泛，但主要集中于温带地区，且其物种多样性在热带比在温带要低得多。蚜虫可以进行远程迁移，主要是通过随风飘荡的形式来进行扩散；例如莴苣蚜虫被认为就是通过这种方式从新西兰传播到塔斯马尼亚。而一些人类活动也可以帮助蚜虫的迁移，例如对附着蚜虫的植物进行运输的过程。

## 分类
蚜虫属于半翅目下胸喙亚目下的蚜总科。胸喙亚目原來是同翅亞目的一部份，這個分類現時已廢止。再新近一點的分類把蚜總科之下的物種重新分類，有部份降為亞科（例如：Eriosomatidae），而有其他科被提升至總科，例如：云杉绿球蚜（Adelges viridis）、云杉瘿球蚜（Adelges abietis）和冷杉球蚜（Adelges piceae）等一些球蚜虫原屬的“球蚜科”，現時已升格成為“球蚜總科”；又例如根瘤蚜現時被歸入新的根瘤蚜總科。

### 與球蚜及根瘤蚜的關係
蚜虫、球蚜和根瘤蚜（Phylloxera）之间具有非常近的亲缘关系，都属于吸食植物液汁的昆虫。它们可以被分在同一个总科下，也可以被分为两个总科（即蚜总科和球蚜总科或木虱总科）。
与蚜虫相似，球蚜吸食植物的韧皮部；与蚜虫不同的是，球蚜不会产生蜜露或腹管分泌液。根瘤蚜（Daktulosphaira vitifoliae）是一类能够引起葡萄疾病的害虫，其所引发的葡萄瘟疫曾经摧毁了19世纪法国的葡萄栽培业。
球蚜有时也被称为蚜虫，但更准确的说法应是类蚜虫昆虫，因为它们没有蚜虫所特有的尾片（cauda）和腹管。

## 身體構造

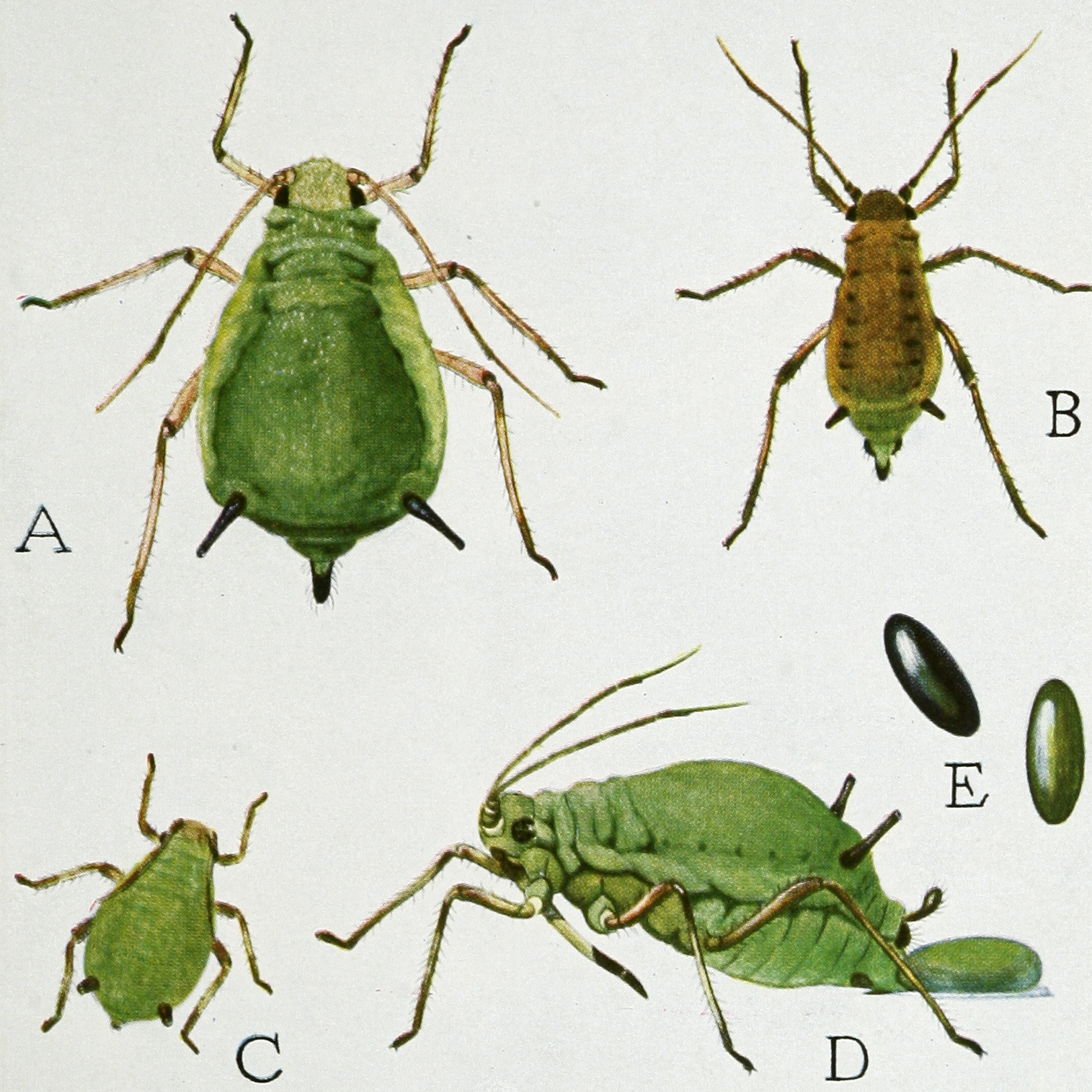
苹果蚜虫（Aphis pomi）的不同生命阶段和不同性别

大多数蚜蟲具有柔软的绿色躯体，但其他颜色也很常见，如黑色、棕色和粉红色。蚜虫有多达六節的触角。蚜虫通过被称为stylet的口器来吸食植物汁液，stylet被包裹在称为吻突（相当于上下颌骨）的鞘中。它们还具有细长的腿，跗节为两节两爪。
大多数蚜蟲具有一对腹管，用于排出可迅速硬化的防御液（“腹管蜡”），成份为三酸甘油酯。一些类型的蚜蟲也可以分泌其他类型的防御液。
蚜蟲有类似于尾巴的刺突，位于直肠孔上，被称为尾片（cauda）。它们具有两个复眼，每个眼的后方和上方各有一个视突起，从而形成三个视觉系统。
当蚜蟲的宿主植物的状态变差或蚜蟲数量过于拥挤时，一些种类的蚜蟲会产出具有翅膀的后代，从而能够散布到其他食物源。在一些种类或形式的蚜蟲上，口器或眼变得更小甚至消失。

## 摄食

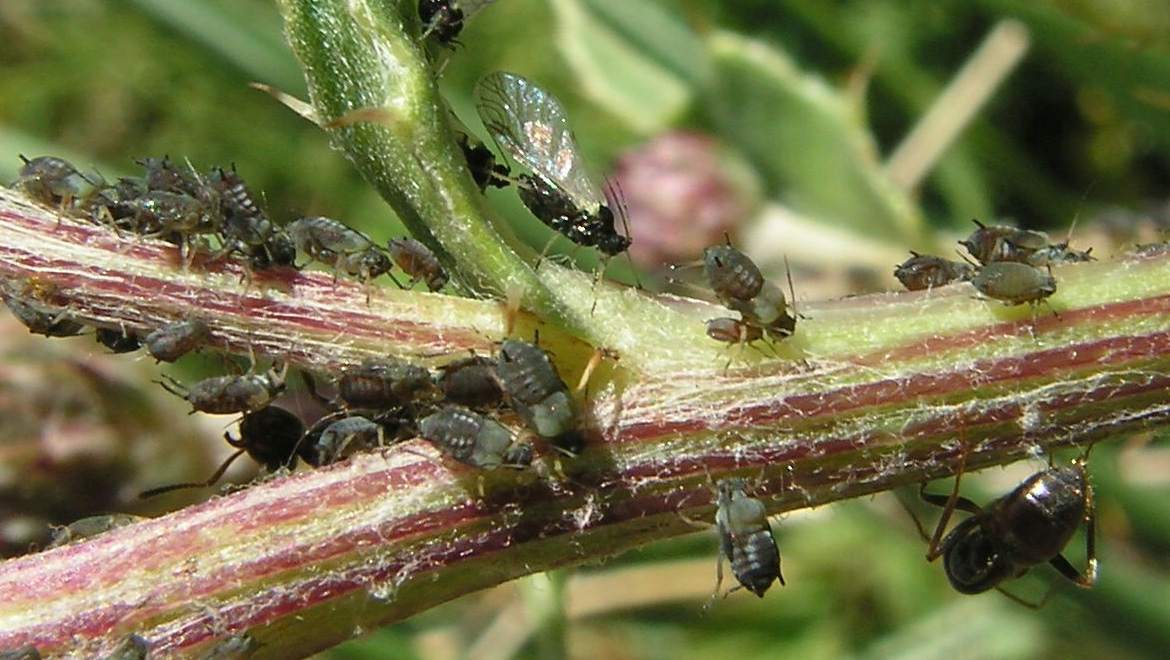
蓟草上的蚜虫

蚜虫大多为寡食性或单食性，即它们只以一种或少数几种植物为食。也有少量蚜虫为多食性，如绿色桃蚜虫（Myzus persicae），能够以不同科的数百种植物为食。
蚜虫以植物的韧皮部篩管中汁液为食，其进食方式是被动的，因为一旦篩管被刺穿，在高压作用下，汁液就会自动进入蚜虫的食道。在进食过程中，蚜虫常常会将携带的植物病毒传播到宿主植物上，如马铃薯、谷物、甜菜和柑橘等。这些病毒有时能够导致植物死亡。
植物内含有低浓度的含氮物质用于制造蛋白质。这就使得蚜虫要摄入大量的超过自身体积的汁液才能满足自身的营养需求，而多余的液体就会通过直肠以蜜露（honeydew）排出。由于排出的体积如此之大，有时会“像下雨一般掉落”。蚜虫的蜜露富含糖类，甜度為砂糖的一百五十倍。

## 共生关系

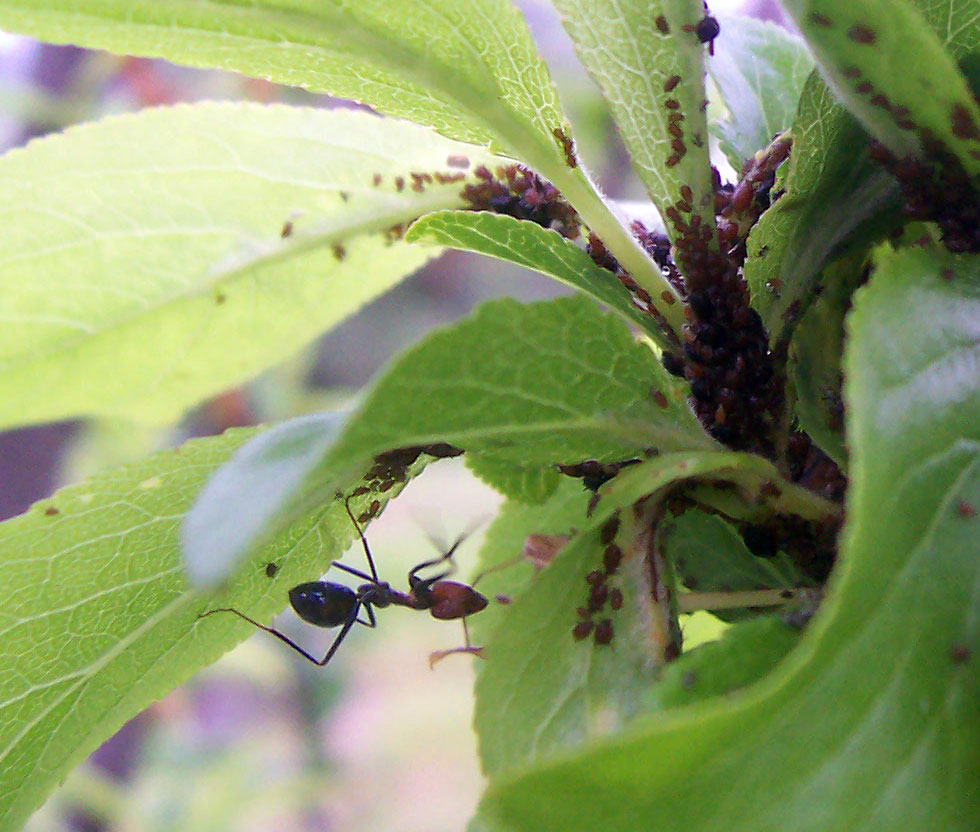
蚂蚁放养下的蚜虫

部分种类的蚂蚁能够“畜养”蚜虫，在保护所养蚜虫的同时，采集蚜虫所分泌的蜜露作为食物，从而形成了一种独特的“共生关系”。饲养蚜虫的蚂蚁通过用触角戳蚜虫的方式来“挤奶”。因此，有时候这些被饲养的蚜虫又被称为“蚂蚁奶牛”。
一些养蚜虫的蚂蚁会采集蚜虫的卵并储存在巢内以渡过寒冷的冬季。到了春天，这些蚂蚁又会将新孵化出的蚜虫搬运到植物上。还有一些种类的蚂蚁，如黄墩蚁（Lasius flavus）甚至能够在自己的巢穴中用植物的根作为饲料来“圈养”大量的蚜虫。当这类蚂蚁要建立一个新的巢穴时，它们的蟻后会携带一个蚜虫的卵到新的地下巢穴重新建立起圈养蚜虫群。蚂蚁们通过赶跑蚜虫的天敌来保护自己所养的蚜虫。
在蚂蚁-蚜虫这种共生关系中有时还有一个有趣的现象：一类被称为小灰蝶的蝴蝶参与了红蚁（Myrmica）和蚜虫的共生关系。例如，黑灰蝶（Niphanda fusca）会将卵产在蚂蚁所养的蚜虫所在的植物上。当卵孵化出毛虫后，这些毛虫会以蚜虫为食。但蚂蚁并不是将毛虫赶跑，而是将它们带回巢中。在巢中，蚂蚁继续喂养毛虫，而毛虫也能够分泌蜜露供蚂蚁食用。当毛虫长大后，它们会爬到巢穴的出口并蛹化。两个星期后，蝴蝶就破蛹而出了。
一些针叶林中的蜜蜂也会采集蚜虫所分泌的蜜露来制造蜂蜜。
许多蚜虫是内共生细菌的宿主。这些细菌定殖于含菌细胞，能够合成一些蚜虫无法从植物韧皮部获取的必需氨基酸。

## 繁殖

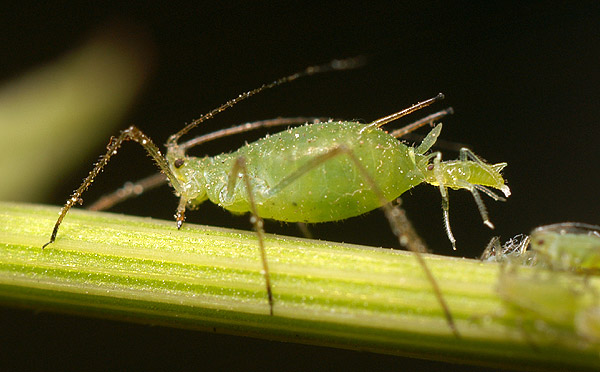
一只蚜虫正在直接产出小蚜虫

一些种类的蚜虫具有独特而复杂的生殖适应，另一些则相对简单。这些适应包括有性和无性生殖，产卵或直接产出幼虫（卵胎生），以及在一年中的不同时间在木本和草本植物之间转换。
许多蚜虫会发生周期性的孤雌生殖。在春季和夏季，蚜虫群中大多数或全部为雌性，这是因为过冬后所孵化的卵多为雌性。这时生殖方式为典型的孤雌生殖和卵胎生。变化后的减数分裂导致所产的卵在遗传上完全等同于它们的母亲（孤雌生殖）。而胚胎在母亲卵巢管内发育，从而产出时为第一龄的雌性幼虫（卵胎生）。这些幼虫与它们的母亲除了大小以外完全一样。
这样的生殖循环一直持续到整个夏季，大约20-40天能够繁殖多代。因此一只雌虫在春季孵化后可以产生数以亿计的蚜虫。例如，甘蓝蚜（Brevicoryne brassicae）能够繁殖41代雌性，如果全部成活的话，可以达到1.5×1027个后代。
到了秋天，蚜虫开始进行有性生殖和卵生。光照周期和温度的变化，或者是食物数量的减少，导致雌性蚜虫开始产出雄性幼虫。雄性蚜虫与它们的母亲在遗传上是等同的，只是少了一个性染色体。这些蚜虫可能缺少翅膀甚至口器。雄性和雌性进行交尾后，雌性就开始产卵。这些卵在度过冬季后，孵化出带翅膀或不带翅膀的雌性蚜虫。但是，在温暖的环境中，例如在热带或在溫室中，蚜虫可以数年一直进行无性生殖。
有时一些物种在夏天会产出带翅膀的雌性，以应对食物数量和品質的下降。这些带翅膀的雌性蚜虫会迁徙到新的植物（常常为不同类型植物）上开始繁殖新的种群。例如，苹果蚜虫（Aphis mali），在其典型食物源的植物上繁殖了数代无翼雌性后，会产出带翅膀的幼虫，从而能够飞走并重新定居到草地或谷类的茎上。
还有一些蚜虫有重代（telescoping generation），也就是说，孤雌生殖且卵胎生的雌虫体内的幼雌虫体内也有自己的下一代。因此雌虫的摄食能够影响多代（其“女儿”和“孙女”）的体积和繁殖率。

## 敌害
蚜虫的身体柔软，因此具有大量的昆虫天敌。蚜虫也常常受到细菌、真菌以及病毒的侵染。此外，蚜虫也容易受天气，如降雨、气温、风等的影响。

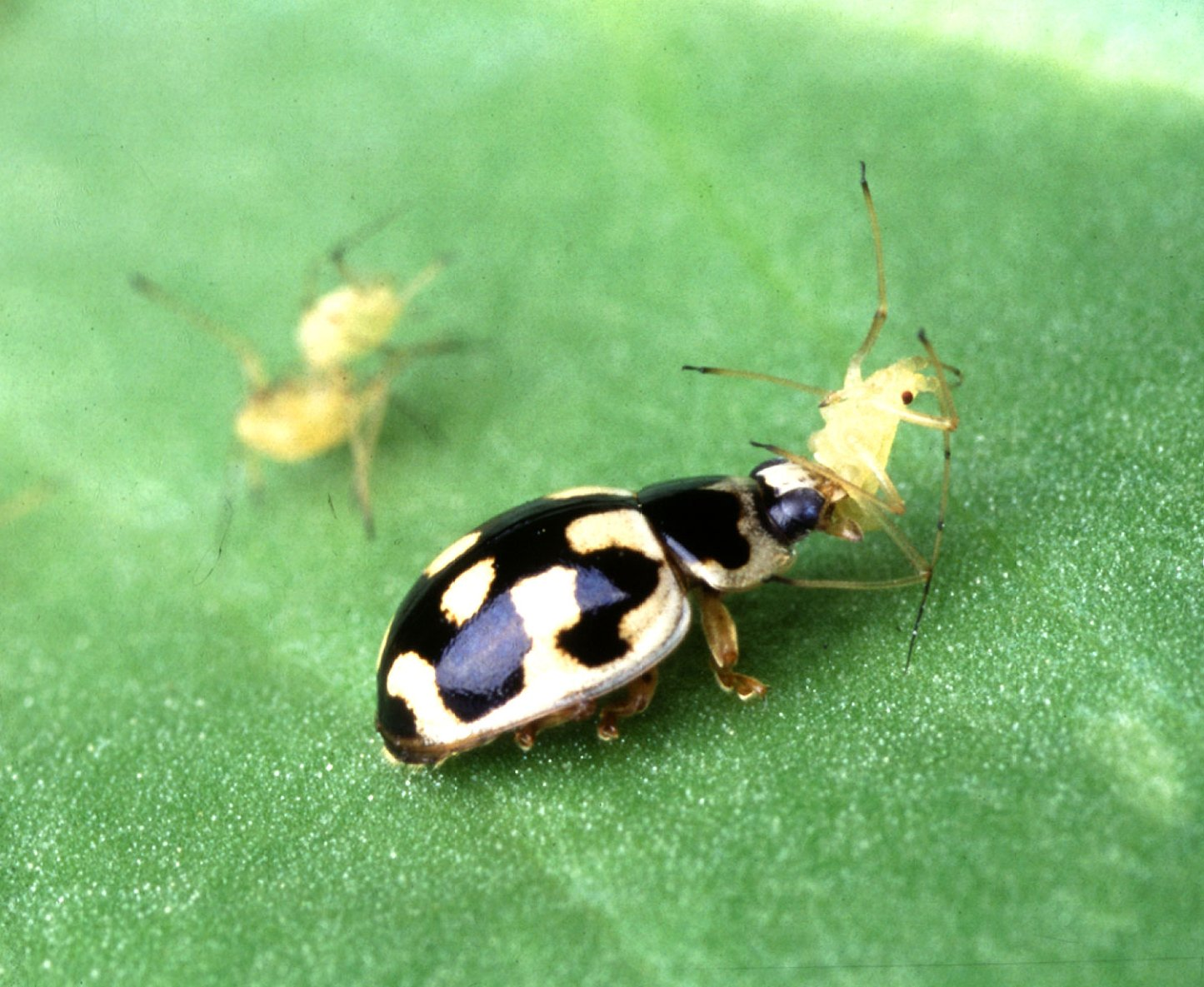
一只瓢虫正在捕食蚜虫

攻击蚜虫的昆虫有瓢虫、食蚜蝇、寄生蜂、食蚜瘿蚊、蟹蛛和草蛉及其幼蟲蚜狮（蝜蝂）等。
侵染蚜虫的真菌包括弗氏新接霉蚜霉菌（Neozygites fresenii）、虫霉（Entomophthora）、球孢白僵菌（Beauveria bassiana）、金龟子绿僵菌（Metarhizium anisopliae）和昆虫病原真菌（entomopathogenic fungus），如蜡蚧轮枝菌（Lecanicillium lecanii）。蚜虫一旦黏上了空气中真菌的孢子，这些孢子就会发芽并穿透蚜虫的皮肤，在蚜虫的血淋巴（相当于脊椎动物的血液）中生长。三天之后，蚜虫死亡，真菌释放出孢子到空气中。受感染的蚜虫体表会覆盖上一层羊毛状物质并且不断变厚直到蚜虫死去。
蚜虫容易由于不好的天气（如春季冻融期）而死亡。过高的温度会杀死蚜虫体内的共生菌，从而使得蚜虫缺乏营养而死。降雨会阻止带翼蚜虫的迁移，并且会将蚜虫从植物上击落使得蚜虫由于撞击或饥饿而死亡。然而，明尼苏达大学的昆虫学家Ken Ostlie指出，不能够依赖降雨来控制蚜虫数量。

## 防御

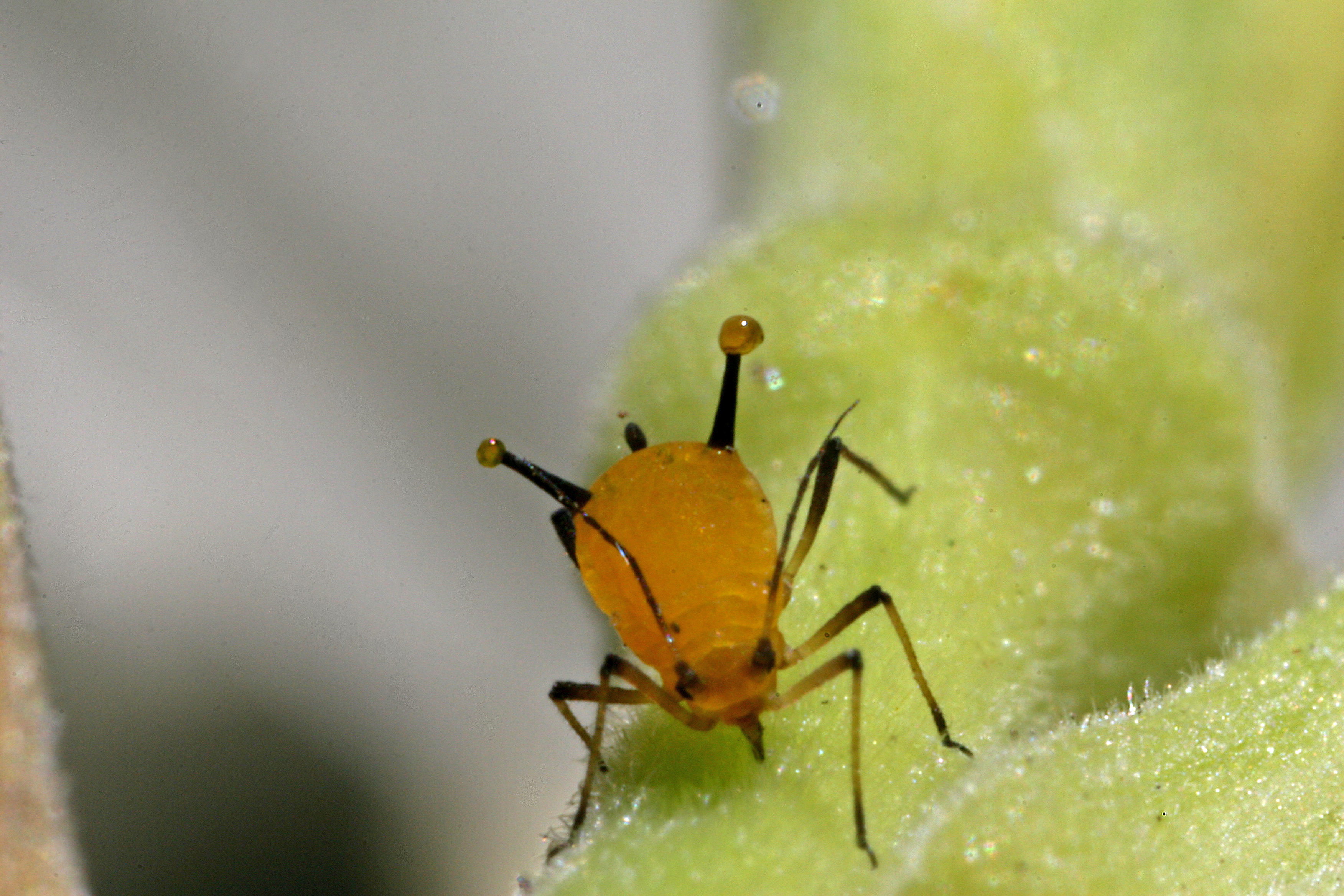
蚜虫从腹管中分泌出防御液

蚜虫柔软的身体无法保护它免受天敌和疾病的侵害。因此，蚜虫发展出了多种自我保护的防御方式。一些种类的蚜虫能够与植物组织作用，使得植物形成一个癭（一种不正常的植物组织增生），而蚜虫就可以生活在癭中，从而保护它免受天敌的捕食。这些能够造癭的蚜虫中的许多都能够异化出一些具有防御功能的“士兵”蚜虫来保护癭。例如，亚历山大角倍蚜是一类士兵蚜虫，它们具有坚硬的外骨骼和类似于螯的口器。中国麸蚜（Melaphis chinensis）能够造出一种特殊的癭。这种癭被用作制造中药五倍子，治疗咳嗽、腹泻、痢疾、盗汗以及止肠出血和子宫出血。此外，这种癭也是生产单宁酸的重要原料。
还有一些蚜虫（卡绵蚜）能够分泌一层绒毛状的蜡覆盖于体表来进行防护。甘蓝蚜（Brevicoryne brassicae）能够储藏和释放出发生剧烈化学反应并产生强烈芥末油气味的化学物质来吓跑天敌。蚜虫也能够通过踢等动作来攻击蚜茧蜂从而保护自己。
通常认为腹管是分泌蜜露的器官。但实际上，蜜露是从蚜虫的肛门分泌出来的，而腹管的作用是分泌化学防御物质，如蜡。也有证据表明在一些情况下，腹管蜡能够吸引蚜虫的天敌。

## 对植物的影响

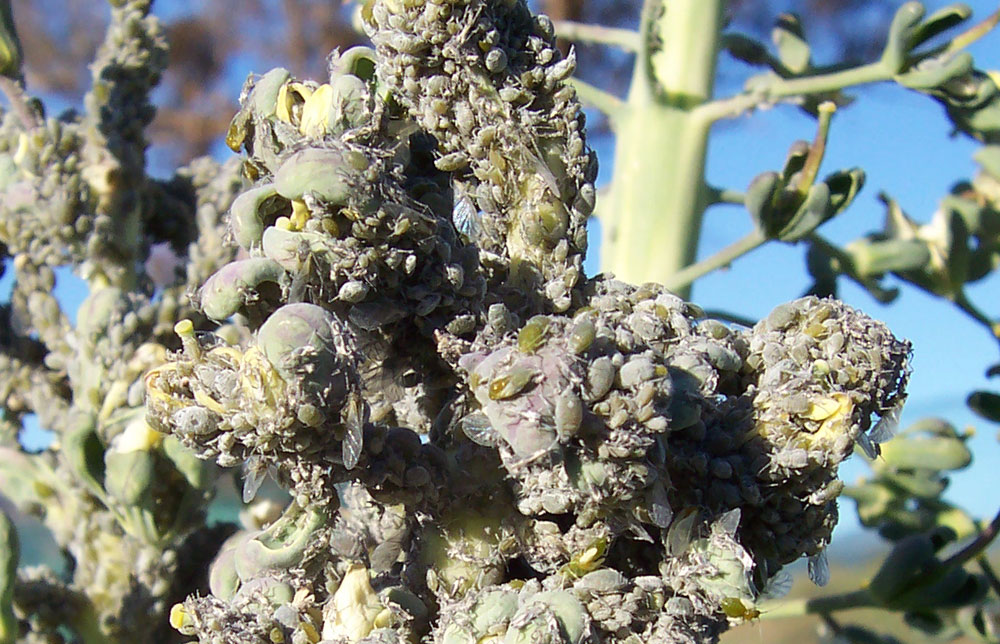
受蚜虫侵害的西蘭花

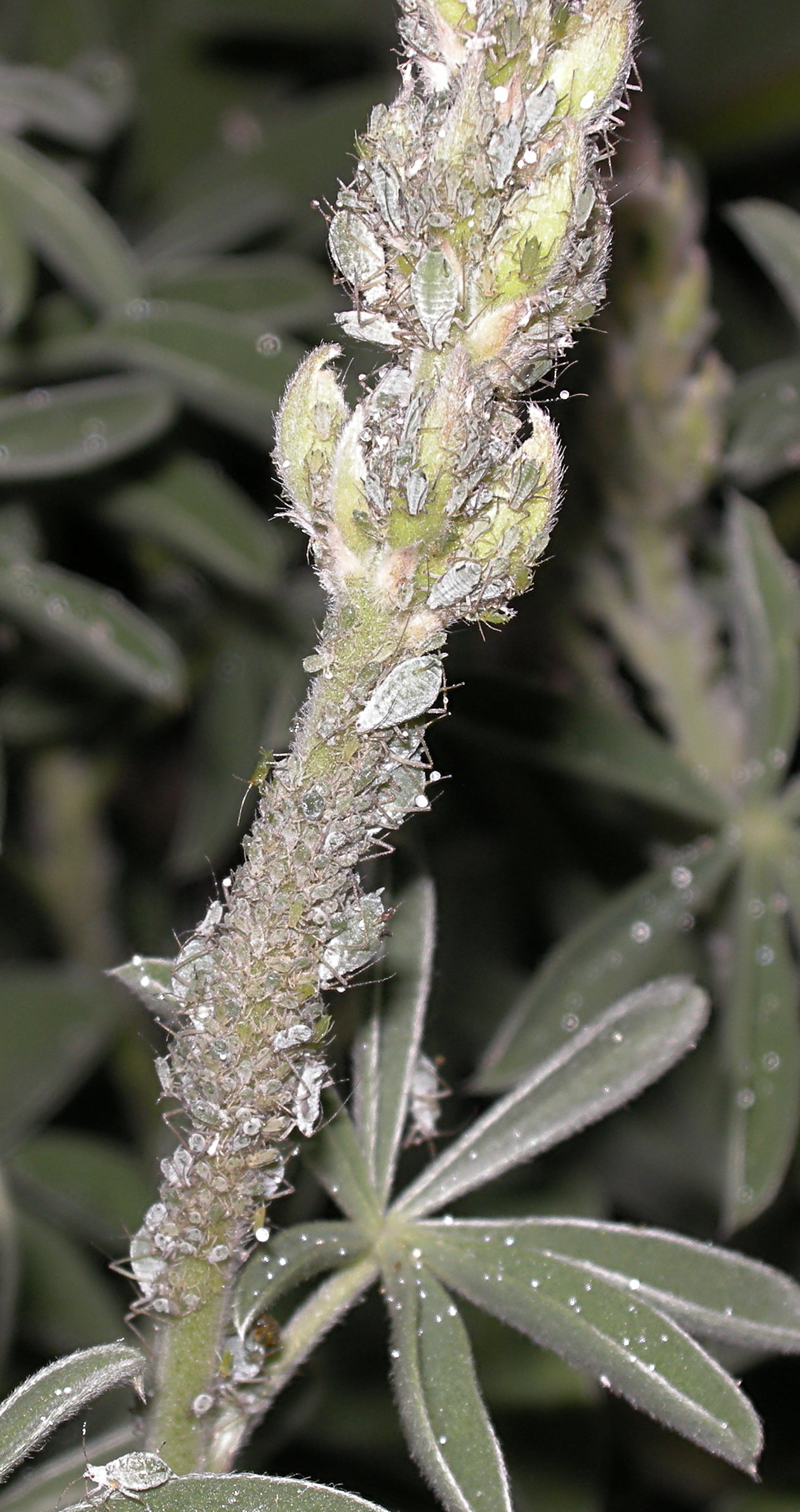
羽扇豆茎上布满了蚜虫

受蚜虫侵害的植物具有多种不同的症状，如生长率降低、叶斑、泛黄、发育不良、卷叶、产量降低、枯萎以及死亡。蚜虫对于汁液的摄取导致植物缺乏活力，而蚜虫的唾液对于植物也有毒害作用。蚜虫能够在植物之间传播病毒，例如桃蚜（Myzus persicae）是超过110种植物病毒的载体，棉蚜（Aphis gossypii）常常传播病毒于甘蔗、番木瓜和落花生。蚜虫对于1840年代由于马铃薯感染马铃薯晚疫病（Phytophthora infestans）而导致的爱尔兰大饥荒中發揮了推波助澜的作用。
蚜虫所分泌的蜜露覆盖于植物表面有利于真菌的传播，而这些真菌又会对植物造成损害。而蜜露也能够降低杀真菌剂的效果。
1970年代中期Owen和Wiegert曾提出一种假说认为昆虫对植物的摄食能够提高植物的健康。他们认为排出的蜜露能够使得土壤中的微生物，包括固氮微生物，大量繁殖。在含氮较低的环境中，这会有助于那些受蚜虫侵染的植物的生长。但是，到目前为止，还没有任何证据能够支持这一假说。
由于蚜虫对于植物，特别是经济作物的危害，人们花费了大量的人力物力试图对蚜虫的活动进行控制。